# Římskokatolická farnost Bečov nad Teplou
Římskokatolická farnost Bečov nad Teplou je církevní správní jednotka a společenství římských katolíků na území města Bečov nad Teplou a okolí. Je jednou z devíti farností karlovarského vikariátu, který je jedním z deseti vikariátů plzeňské diecéze. Centrem farnosti je kostel svatého Jiří.

## Historie
Historie farnosti je spjatá s dějinami kostela svatého Jiří, který byl původně zřejmě filiálním ke kostelům v Otročíně a Mnichově. V 16. století zde působili luteránští pastoři. Z podnětu města byla v roce 1621 obnovená místní fara, na níž byl konzistoří tepelského kláštera dosazen katolický farář. Tehdy patřily k bečovské farnosti i vesnice Hluboká, Chodov, Nová Ves a Teplá. Po požáru farnosti v roce 1629 přesídlil farář do Vidžína. Nová farní budova se připomíná v roce 1641, stávající budova byla postavena po ničivém požáru kostela i fary v roce 1760.
Jako evidovaná církevní právnická osoba byla farnost zřízena k 1. červenci 1994, v roce 2004 byla sloučená s farnostmi v Otročíně a Nové Vsi, později se Nová Ves připojila k farnosti Loket.

## Území farnosti
K území farnosti patří obce a vsi:
- Bečov nad Teplou, včetně Krásného Jezu a Vodné
- Chodov
- Otročín, včetně Brtě, Měchova, Poseče a Tisové
- Hlinky[6]
- Prachomety[7]

## Římskokatolické sakrální stavby na území farnosti
| | Fotografie | Stavba                                         | Místo                  | Bohoslužby                      | Zeměpisné souřadnice            | Status          | Číslo kulturní památky                          |
| Kostely                                                                                             | Kostely    | Kostely                                        | Kostely                | Kostely                         | Kostely                         | Kostely         | Kostely                                         |
| --------------------------------------------------------------------------------------------------- | ---------- | ---------------------------------------------- | ---------------------- | ------------------------------- | ------------------------------- | --------------- | ----------------------------------------------- |
| 1.                                                                                                  |            | Kostel svatého Jiří                            | Bečov nad Teplou       | bližší informace o bohoslužbách | 50°5′2″ s. š., 12°50′24″ v. d.  | farní kostel    | 26233/4-727 (Pk•MIS•Sez•Obr•WD)                 |
| 2.                                                                                                  |            | Kostel svatého Michaela                        | Otročín                | bližší informace o bohoslužbách | 50°1′54″ s. š., 12°53′24″ v. d. | filiální kostel | 106914 (Pk•MIS•Sez•Obr•WD)                      |
| 3.                                                                                                  |            | Kostel Navštívení Panny Marie a svatého Josefa | Hrad Bečov nad Teplou  | bližší informace o bohoslužbách | 50°5′11″ s. š., 12°50′22″ v. d. | filiální kostel | součást památky 28094/4-726 (Pk•MIS•Sez•Obr•WD) |
| Kaple                                                                                               |            |                                                |                        |                                 |                                 |                 |                                                 |
| 4.                                                                                                  |            | Kaple svaté Anny                               | Chodov                 | bližší informace o bohoslužbách | 50°4′10″ s. š., 12°51′36″ v. d. | kaple           | —                                               |
| 5.                                                                                                  |            | Kaple svatého Petra                            | Zámek Bečov nad Teplou | bližší informace o bohoslužbách | 50°5′8″ s. š., 12°50′23″ v. d.  | kaple           | součást památky 28094/4-726 (Pk•MIS•Sez•Obr•WD) |
| Některé drobné sakrální stavby a pamětihodnosti lze dohledat zde v databázi Drobné sakrální památky |            |                                                |                        |                                 |                                 |                 |                                                 |